# Коммунистический район (Московская область)
Коммунистический район — административно-территориальная единица в составе Московской области РСФСР, существовавшая в 1929—1957 годах.
Коммунистический район был образован 12 июля 1929 года в составе Московского округа Московской области. Центром района с 1929 по 1935 год был дачный посёлок Хлебниково. С 1935 по 1957 год село Рогачёво.
В состав района вошли дачный посёлок Хлебниково, рабочий посёлок Красная Поляна и следующие сельсоветы бывшего Московского уезда:
- из Коммунистической волости: Алтуфьевский (селение Алтуфьево), Беляниновский (селение Беляниново), Бибиревский (селения Бибирево и Подушкино), Верхне-Лихоборский (селения Бескудниково, Верхние Лихоборы и Дегунино), Виноградовский (селения Афанасово, Виноградово, Горки, Грибки и Грязново), Ерёминский (селение Ерёмино), Жостовский (селения Жостово и Степаньково), Клязьминский (селения Воскресенки, Клязьма, Свистуха, Трахонеево и Яковлево), Котовский (селения Котово и Щапово), Новоархангельский (селения Заболотье, Новоархангельское и посёлок платформы Долгопрудная), Новосельцевский (селения Аббакумово, Новосельцево, Поведники, Сёмкино и Чивирёво), Осташковский (селения Осташково, Сорокино, Старогорье и посёлок фабрики «Пролетарская Отрада»), Павельцевский (селения Ивакино и Павельцево), Сабуровский (селения Козеево, Сабурово и Юрлово), Слободский (селения Владыкино и Слободка), Троицкий (селения Новоалександрово, Троицкое и посёлок Александрово), Хлебниковский (селения Капустино, Хлебниково, посёлки Хлебниково и Шереметьевский)
- из Трудовой волости: Белорастовский (селение Белый Раст), Больше-Ивановский (селения Большое Ивановское и Муракино), Габовский (селения Акишево, Бабаиха, Глазово и Овсянниково), Горки-Сухаревский (селения Горки Сухаревские и Саморядово), Долгинихинский (селения Бяконтово, Долгиниха, Канаиха и Поседкино), Киовский (селения Букино, Горки Киовские, Киово, Нестериха и посёлок Лобня), Кузяевский (селения Зараменье, Кузяево, Лупаново, Малое Чёрное и Лупаново), Марфинский (селения Ларёво, Лысково и Марфино), Мышецкий (селения Владычино и Мышецкое), Никольский (селение Никольское), Озерецкий (селение Озерецкое), Протасовский (селение Протасово), Пучковский (селения Катюшки и Пучки), Рождественский (селение Рождествено), Румянцевский (селения Драчёво, Малое Ивановское, Николо-Прозорово, Подольниха, Румянцево, Фелисово и Фоминское), Рыбаковский (селения Агафониха и Рыбаки), Сухаревский (селения Сухарево и Троице-Сельцо), Федоскинский (селения Аксаково, Данилково, Крюково, Семенищево и Федоскино), Чашниковский (селения Жигалово, Лунёво, Носово, Перепечино, Чашниково и Шемякино), Черновский (селения Большая Чёрная и Хлябово), Шолоховский (селение Шолохово), селение Сумароково Киовского с/с (передано в Хлебниковский с/с)
- из Ульяновской волости: Коровинский (территория (селения Коровино, Фуниково и совхоз Карабаново) была передана в Новоархангельский с/с), Лихачёвский (селения Гнилуша, Лихачёво и Терехово).

20 мая 1930 года территория Рождественского с/с была переформатирована (селение Рождественно было передано из Рождественского с/с в Долгинихинский, селения Векшино, Дмитровка и Рождествено — из Рождественского с/с Солнечногорского района в Рождественский с/с Коммунистического района, а селения Редькино и Федотово — из Каменского с/с Дмитровского района в Рождественский с/с Коммунистического района).
На 1 января 1931 года территория района составляла 317 км², а население — 39 457 человек. Район включал 44 сельсовета и 151 населенный пункт.
7 января 1934 года из Новосельцевского с/с в Троицкий было передано селение Поведники.
14 декабря 1934 года в Коммунистическом районе был образован р.п. Дирижаблестрой (путём выведения из Новоархангельского с/с и преобразованием из посёлка платформы Долгопрудная).
27 февраля 1935 года центром района стало село Рогачёво, территория Коммунистического района была полностью переформатирована.
Больше-Ивановский (селения Большое Ивановское и Муракино), Горки-Сухаревский (селения Горки Сухаревские и Саморядово), Долгинихинский (селения Бяконтово, Долгиниха, Канаиха, Поседкино и Рождественно), Ереминский (селение Ерёмино), Киовский (селения Букино, Горки Киовские, Киово, Нестериха и посёлок Лобня), Клязьменский (селения Воскресенки, Клязьма, Свистуха, Трахонеево и Яковлево), Марфинский (селения Ларёво, Лысково и Марфино), Новосельцевский (селения Аббакумово, Новосельцево, Сёмкино и Чивирёво), Павельцевский (селения Ивакино и Павельцево), Протасовский (селение Протасово), Пучковский (селения Катюшки и Пучки), Румянцевский (селения Драчево, Малое Ивановское, Николо-Прозорово, Подольниха, Румянцево, Фелисово и Фоминское), Сухаревский (селения Сухарево и Троице-Сельцо), Федоскинский (селения Аксаково, Крюково, Семенищево и Федоскино), Хлебниковский (селения Капустино, Сумароково, Хлебниково, посёлки Хлебниково и Шереметьевский), Черновский (селения Большая Чёрная и Хлябово) и Шолоховский (селение Шолохово) с/с были переданы в Дмитровский район.
Р.п. Дирежаблестрой и сельсоветы Алтуфьевский (селение Алтуфьево), Беляниновский (селение Беляниново), Бибиревский (селения Бибирево и Подушкино), Верхне-Лихоборский (селения Бескудниково, Верхние Лихоборы и Дегунино) Виноградовский (селения Афанасово, Виноградово, Горки, Грибки и Грязново), Котовский (селения Котово и Щапово), Лихачевский (селения Гнилуша, Лихачёво и Терехово), Новоархангельский (селения Заболотье, Коровино, Новоархангельское, Фуниково, посёлок Новодачный и совхоз Карабаново), Сабуровский (селения Козеево, Сабурово и Юрлово), Слободский (селения Владыкино и Слободка), Троицкий (селения Новоалександрово, Поведники, Троицкое и посёлок Александрово) были переданы в Мытищинский район. Жостовский (селения Жостово и Степаньково) и Осташковский (селение Осташково, Сорокино, Старогорье и посёлок фабрики «Пролетарская Отрада») с/с переданы в Пушкинский район.
В итоге в составе Коммунистического района оставалось 7 сельсоветов: Белорастовский, Габовский, Кузяевский, Мышецкий, Никольский, Озерецкий, Рождественский и Рыбаковский. 
К ним были присоединены 39 сельсоветов Дмитровского района: Аладьинский (селения Аладьино, Демьяново, Костюнино и Маслово), Александровский (селения Александрово и Копытово), Арбузовский (селения Арбузово, Лишенино, Нестерово, Поповское и Савельево), Богдановский (селения Безбородово, Богданово, Жирково, Копылово, Нечаево, Софрыгино, Трехденево и Чешково), Больше-Рогачёвский (селения Василево и Рогачёво), Бунятинский (селения Абрамцево, Бунятино, Мисиново, Насоново и Шульгино), Ведерницкий (селения Ащерино, Ведерницы, Голяди, Горицы, Малое Телешово, Садниково и Юркино), Говейновский (селение Говейново), Ивановский (селения Бестужево, Гаврильцево, Зуево, Ивановское, Назарово, Новосёлки, Попиха, Чайниково и Черны), Икшанский, Каменский (селения Гульнево, Каменка, Медведково, Нефедиха, Подгорное, Поповка и Юдино), Карповский (селения Дубровки, Дятлино, Карпово, Пулиха и Юрьево), Клусовский (селения Алабуха, Клусово, Космынка, Матвейково и Щёлково), Кочергинский (селения Васнево, Кочергино, Мурдасово и Поздняково), Куликовский (селения Клюшниково и Куликово), Кульпинский (селения Киндяково, Костино, Кульпино, Ларионово и Пешково), Левковский (селения Левково, Пахоткино, Свистуха и Старо), Мало-Рогачёвский (селения Лутьково, Малое Рогачёво и Поповское), Марининский, Микляевский, Насадкинский (селения Алексеево, Глазачево, Надмошье, Насадкино, Паньково, и Пехово), Нижневский, Ольговский, Парамоновский, Петраковский, Подмошский, Подъячевский, Покровский, Сафоновский, Семёновский, Синьковский, Спас-Каменский, Сысоевский, Телешовский (селения Бородино, Куракино, Романцево и Телешово), Тимофеевский (селения Банино, Давыдково, Дедюхино, Тимофеево и Фофаново), Трёхсвятский, Турбичевский (селения Малыгино, Мотовилово, Подсосенье, Турбичево, Тютьково и Эскино), Храбровский и Языковский с/с.
13 мая 1935 года Мышецкий (селения Владычино и Мышецкое) и Чашниковский (селения Жигалово, Лунёво, Носово, Перепечино, Чашниково и Шемякино) с/с были переданы в Солнечногорский район.
4 января 1939 года из Коммунистического района в новообразованный Краснополянский район были переданы Белорастовский (селение Белый Раст), Габовский (селения Акишево, Бабаиха, Глазово и Овсянниково), Кузяевский (селения Зараменье, Кузяево, Лупаново, Малое Чёрное и Трутнево), Никольский (селение Никольское), Озерецкий (селение Озерецкое), Рождественский (селения Векшино, Дмитровка, Редькино, Рождествено и Федотово) и Рыбаковский (селения Агафониха и Рыбаки) с/с. Одновременно в Дмитровский район были переданы Икшанский, Марининский, Парамоновский, Петраковский, Подмошский, Спас-Каменский и Сысоевский с/с. Из Солнечногорского района в Коммунистический были переданы Лукьяновский (селения Головино, Лукьяново, Селиваново и Шулепниково) и Черновский (селения Глухово, Костино, Титово, Фофаново и Чеприно) с/с.
17 июля 1939 года были упразднены Александровский (территория (селения Александрово и Копытово) была передана в Кочергинский с/с) и Говейновский (территория (селение Говейново) была передана в Куликовский сельсовет) с/с.
4 января 1952 года из Арбузовского с/с в Карповский было передано селение Савельево, из Богдановского с/с в Кочергинский — селение Безбородово, из Ведерницкого с/с в Бунятинский — селение Горицы, из Ивановского с/с в Мало-Рогачёвский — селения Гаврильцево и Назарово, из Ивановского с/с в Микляевский — селение Черны, из Ивановского с/с в Покровский — селение Зуево, из Куликовского с/с в Тимофеевский — селение Клюшниково, из Левковского с/с в Каменский — селение Старо, из Мало-Рогачёвского с/с в Больше-Рогачёвский с/с — селение Лутьково, из Покровского с/с в Богдановский — селение Михалёво, из Синьковского с/с в Бунятинский — селение Хвостово, из Синьковского с/с в Карповский — селение Лучинское, из Тимофеевского с/с в Куликовский — селение Фофаново, а из Языковского с/с в Левковский — селение Сокольники.
9 июля 1952 года из Ольговского с/с в Языковский было передано селение Гончарово.
На 1 января 1953 года в районе было 32 сельсовета: Аладьинский, Арбузовский, Богдановский, Больше-Рогачёвский, Бунятинский, Ведерницкий, Ивановский, Каменский, Карповский, Кочергинский, Клусовский, Куликовский, Кульпинский, Левковский, Лукьяновский, Мало-Рогачёвский, Микляевский, Насадкинский, Нижневский, Ольговский, Подъячевский, Покровский, Сафоновский, Семеновский, Синьковский, Телешовский, Тимофеевский, Трехсвятский, Турбичевский, Храбровский, Чепринский (центр — с. Фофаново), Языковский.
14 июня 1954 года были упразднены Аладьинский (территория (селения Аладьино, Демьяново, Костюнино и Маслово) была передана в Ивановский с/с), Арбузовский, Богдановский (территория (селения Богданово, Жирково, Копылово, Михалёво, Нечаево, Софрыгино, Трехденево и Чешково) передана в Покровский с/с), Ведерницкий (территория (селения Ащерино, Ведерницы, Голяди, Малое Телешово, Садниково и Юркино) передана в Бунятинский с/с), Карповский (территория (селения Дубровки, Дятлино, Карпово, Лучинское, Пулиха, Савельево и Юрьево) передана в Синьковский с/с), Клусовский (территория (селения Алабуха, Клусово, Космынка, Матвейково и Щелково) передана в Кульпинский с/с), Кочергинский (территория (селения Александрово, Безбородово, Васнево, Копытово,  Кочергино, Мурдасово и Поздняково) передана в Больше-Рогачёвский с/с), Левковский (территория (селения Левково, Пахоткино, Свистуха и Сокольники) передана в Каменский с/с), Лукьяновский (территория (селения Головино, Лукьяново, Селиваново и Чеприно) передана в Кульпинский с/с), Мало-Рогачёвский (территория (селения Гаврильцево, Малое Рогачёво, Назарово и Поповское) передана в Больше-Рогачёвский с/с), Микляевский (территория передана в Больше-Рогачёвский с/с), Насадкинский (территория (селения Алексеево, Глазачево, Надмошье, Насадкино, Паньково и Пехово) была передана в Куликовский сельсовет), Нижневский (территория передана в Трёхсвятский с/с), Сафоновский (территория передана в Подъячевский с/с), Семёновский (территория передана в Кульпинский с/с), Телешовский (территория (селения Бородино, Куракино, Романцево и Телешово) была передана в Ивановский с/с), Тимофеевский (селения Банино, Давыдково, Дедюхино, Клюшниково и Тимофеево) была передана в Куликовский с/с), Турбичевский (территория (селения Малыгино, Мотовилово, Подсосенье, Турбичево, Тютьково и Эскино) передана в Кульпинский с/с), Храбровский (территория передана в Подъячевский с/с), Чепринский (территория передана в Подъячевский с/с) и Языковский (территория передана в Ольговский с/с) с/с. Территория Арбузовского с/с в составе селений Арбузово, Лишенино, Нестерово и Поповское была передана в Синьковский с/с.
7 декабря 1957 года Коммунистический район был упразднён. При этом Больше-Рогачёвский, Бунятинский (селения Абрамцево, Ащерино, Бунятино, Ведерницы, Голяди, Горицы, Малое Телешово, Мисиново, Насоново, Садниково, Хвостово, Шульгино и Юркино), Ивановский (селения Аладьино, Бестужево, Бородино, Демьяново, Ивановское, Костюнино, Куракино, Маслово, Новосёлки, Попиха, Романцево, Телешово и Чайниково), Куликовский (селения Алексеево, Банино, Глазачево, Говейново, Давыдково, Дедюхино, Клюшниково, Куликово, Надмошье, Насадкино, Паньково, Пехово, Тимофеево и Фофаново), Кульпинский, Ольговский, Подъячевский, Покровский, Синьковский и Трехсвятский с/с были переданы в Дмитровский район, а Каменский (селения Гульнево, Каменка, Левково, Медведково, Нефедиха, Пахоткино, Подгорное, Поповка, Свистуха, Сокольники и Юдино) с/с — в Краснополянский район.